# Славутич (народний ансамбль)
Народний ансамбль «Слав́утич» заснований у 1975 році у м. Кременчуці і з того часу він один із найбільший серед самодіяльних колективів міста.
Починався «Славутич» із розрізнених колективів художньої самодіяльності міського Палацу культури імені Г. І. Петровського.
Ансамбль поєднує три жанри: вокальний, хореографічний та інструментальний — кожна складова має свій окремий репертуар, який доповнює загальну концепцію «Славутича».
- Незмінний художній керівник народного ансамблю пісні і танцю «Славутич» заслужений працівник культури України Володимир Смоляков — композитор, диригент, музикант.
- Керівник хорової групи ансамблю маестро хорового співу Оксана Ходос.
- Керівник балету, заслужений працівник культури України Василь Удовенко.

За більш ніж чотири десятиліття свого існування у «Славутич» виховав вісім поколінь артистів, які неодноразово виступали на вітчизняних і закордонних сценах.
Участь у фестивалях:
Колектив брав участь у численних Всесоюзних фольклорних фестивалях, а також у конкурсах міжнародного формату. Так у 1977 році кременчуцький ансамбль став лауреатом 1-го Всесоюзного фестивалю самодіяльної народної творчості трудящих та отримав звання «народний», у 1983 році «славутяни» виступали на Міжнародному фольклорному фестивалі в Іспанії. Впродовж 90-х років колектив був учасником Всесвітнього фестивалю фольклору в м. Києві, Всеукраїнського фестивалю «Хортиця», Міжнародного фестивалю «Поліське літо з фольклором», Міжнародного фольклорного фестивалю у Франції. У новому тисячолітті колектив також не збавляє оберти — у 2000 році — Міжнародний фольклорний фестиваль «Калинове літо на Дніпрі» у м. Комсомольську, в 2010 році — Всеукраїнський конкурс хореографії імені Павла Вірського у національній опері м. Харкова, в 2018 році — у XXVII фестивалі української культури на Підляшші «Підляська осінь 2018».